# Bloque Pangermánico/Liga de los Expulsados y Privados de Derechos
El Bloque Pangermánico/Liga de los Expulsados y Privados de Derechos (en alemán: Gesamtdeutscher Block/Bund der Heimatvertriebenen und Entrechteten, abreviado GB/BHE) fue un partido político germano-occidental, fundado en 1950 para representar los intereses de la población alemana que había sido expulsada de los países de Europa oriental y los antiguos territorios orientales de Alemania hacia el final de la Segunda Guerra Mundial.
En las elecciones federales de 1953 obtuvo el 5,9 % de los votos y 27 escaños en el Bundestag, lo que le llevó a participar en el Gobierno de Konrad Adenauer con dos ministros. No obstante, en septiembre de 1955, los dos ministros y cinco diputados más se pasaron a la CDU, por lo que el BHE pasó automáticamente a la oposición. La debacle vino en las elecciones de 1957, cuando obtuvo el 4,6 % de los votos y quedó fuera del Bundestag. Tras el fracaso electoral, el partido entró en crisis y en 1961 decidió unirse con el Partido Alemán para formar el nuevo Gesamtdeutsche Partei. 
Ideológicamente, aunque a nivel estatal pactó tanto con el SPD como con la CDU, el partido fue conservador y una parte de sus cuadros dirigentes provenían del Partido nazi, como fue el caso de los dos ministros que participaron en el Gobierno Adenauer.

## Resultados electorales

### Elecciones federales
| Año  | # de votos directos | # de votos por lista | % de votos por lista | # de escaños obtenidos | +/– | Estado                          |
| ---- | ------------------- | -------------------- | -------------------- | ---------------------- | --- | ------------------------------- |
| 1953 | 1.613.215 (#4)      | 1.616.953 (#4)       | 5,87                 | 27/509                 |     | Coalición con CDU/CSU, FDP y DP |
| 1957 | 1.324.636 (#4)      | 1.374.066 (#4)       | 4,59                 | 0/519                  | 27  | Extraparlamentario              |